# ريتشارد غراهام (لاعب اتحاد الرغبي)
ريتشارد غراهام (بالإنجليزية: Richard Graham) هو لاعب اتحاد الرغبي أسترالي، ولد في 5 أغسطس 1972 في تشارليفيل في أستراليا.

## روابط خارجية
- ريتشارد غراهام على موقع اتحاد ألعاب الكومنولث (مؤرشف) (الإنجليزية)